# إلباي رزاغولييف
إلباي ميرزا حسان أوغلي رزاغولييف (بالأذرية: Elbəy Rzaquliyev) (17 يونيو 1926 - 15 سبتمبر 2007) فنان أذربيجاني، فنان الشعب في جمهورية أذربيجان الاشتراكية السوفيتية (1977)، حائز على جائزة الدولة (1986).

## حياته ومشواره المهنية
ولد إلباي رزاغولييف في 17 يونيو عام 1926 في مدينة باكو. بعد تخرجه من كلية الفنون الحكومية بأذربيجان في عام 1946 إلتحق بكلية الفنون في معهد غيراسيموف للسينما.
بعد إنتها دراسته في عام 1953 بدأ نشاته العمل في استوديو أفلام «أذربيجان فيلم». بعد ذلك تطور عمله في اتجاهين رئيسيين: الرسام والفنان السينمائ.
كانت معارضه المنفردة في باكو في عام 1960 وموسكو وكاوناس في 1960-1967 ناجحة للغاية وجذبت انتباه المتدخلين في الفن.
في عام 1977 حصل على اللقب الفخري فنان الشعب في أذربيجان، وفي عام 1986 جائزة الدولة للاتحاد السوفيتي، وفي عام 1998 وسام الشهرة. وكان إلباي رزاغولييف أمينا في اتحاد الفنانين الأذربيجانيين.
توفي إلباي رزاغولييف في 15 سبتمبر 2007 عن عمر يناهز 81 عاماً.